# Catamenia inornata
Catamenia inornata là một loài chim trong họ Thraupidae.